# Iké Ugbo
Iké Dominique Ugbo (Londen, 21 september 1998) is een Canadees voetballer die voornamelijk als vleugelspeler of als centrumspits speelt. Hij staat sinds de zomer van 2021 onder contract bij het Belgische KRC Genk.

## Carrière

### Jeugd en begin profcarrière
Ugbo werd geboren in Lewisham, Groot-Londen als een kind van Nigeriaanse ouders. Toen hij 4 jaar oud was verhuisde Ugbo met zijn gezin naar Canada. Hier zette hij zijn eerste voetbalstappen bij de jeugdploegen van Brampton East SC en Woodbridge Strikers. In 2007 keerde Ugbo terug naar Engeland waar hij zich kon aansluiten bij de jeugdacademie van Chelsea FC, hier raakte hij tot het U-23 team. In het seizoen 2017/18 werd hij verhuurd aan Barnsley FC, maar deze huurperiode werd beëindigd door Chelsea FC omdat hij daar te weinig speeltijd kreeg. Zodoende werd hij de tweede seizoenshelft aan een club op een niveau lager, Milton Keynes Dons FC uit de League One, verhuurd. De eerste seizoenshelft van het seizoen 2018/19 werd hij verhuurd aan Scunthorpe United FC. In het seizoen 2019/20 werd Ugbo verhuurd aan Roda JC Kerkrade. In 2020/21 werd hij verhuurd aan Cercle Brugge.

### KRC Genk
In de zomer van 2021 kocht KRC Genk Ugbo aan, dat hem een contract van 4 seizoenen aanbood. In zijn debuutwedstrijd, op 29 augustus 2021, tegen RSC Anderlecht maakte hij meteen het winnende doelpunt in de 87ste minuut. Hij stond op dat moment slechts 5 minuten op het veld door in te vallen voor Paul Onuachu. Na een half seizoen maakte Genk 31 januari 2022, de laatste dag van de wintertransferperiode, bekend dat Ugbo voor de rest van het seizoen (met aankoopoptie) uitgeleend werd aan het Franse Troyes AC.

## Statistieken
| Seizoen                       | Club                    | Land           | Competitie      | Competitie | Competitie | Beker | Beker | Overig | Overig | Totaal | Totaal |
| Seizoen                       | Club                    | Land           | Competitie      | Wed.       | Dlp.       | Wed.  | Dlp.  | Wed.   | Dlp.   | Wed.   | Dlp.   |
| ----------------------------- | ----------------------- | -------------- | --------------- | ---------- | ---------- | ----- | ----- | ------ | ------ | ------ | ------ |
| 2017/18                       | → Barnsley FC           | Engeland       | Championship    | 16         | 1          | 0     | 0     | 2      | 1      | 18     | 2      |
| 2017/18                       | → Milton Keynes Dons FC | Engeland       | League One      | 15         | 2          | 2     | 0     | 0      | 0      | 17     | 2      |
| 2018/19                       | → Scunthorpe United FC  | Engeland       | League One      | 15         | 1          | 1     | 0     | 0      | 0      | 16     | 1      |
| 2019/20                       | → Roda JC Kerkrade      | Nederland      | Eerste divisie  | 28         | 13         | 1     | 0     | –      | –      | 29     | 13     |
| 2020/21                       | → Cercle Brugge         | België         | Eerste klasse A | 31         | 15         | 2     | 1     | –      | –      | 33     | 16     |
| 2021/22                       | KRC Genk                | België         | Eerste klasse A | 18         | 3          | 2     | 2     | 5      | 1      | 25     | 6      |
| 2021/22                       | → Troyes AC             | Frankrijk      | Ligue 1         | 0          | 0          | 0     | 0     | 0      | 0      | 0      | 0      |
| Carrièretotaal                | Carrièretotaal          | Carrièretotaal | Carrièretotaal  | 123        | 34         | 8     | 3     | 7      | 2      | 138    | 38     |
| Bijgewerkt op 1 februari 2022 |                         |                |                 |            |            |       |       |        |        |        |        |

## Interlandcarrière
Ugbo kon zowel voor Nigeria, Engeland en Canada uitkomen. In zijn jeugdjaren kwam hij uit voor de U17 en U21 selecties van het Engels voetbalelftal.
Eind 2021 maakte Ugbo de beslissing om voor het Canadees voetbalelftal uit te willen komen. Onder bondscoach John Herdman mocht hij op 23 november 2021 officieel debuteren in de WK-kwalificatiewedstrijd tegen Costa Rica. Ugbo viel na 83 minuten in voor Jonathan David bij een 1-0 voorsprong. Dit zou uiteindelijk ook de eindstand worden van deze wedstrijd.